# Astrobotânica
A astrobotânica é um ramo da astrobiologia que estuda a probabilidade de vida vegetal própria e a possibilidade de vida dos vegetais terrestres em outros astros. 